# Cimetière Botkine

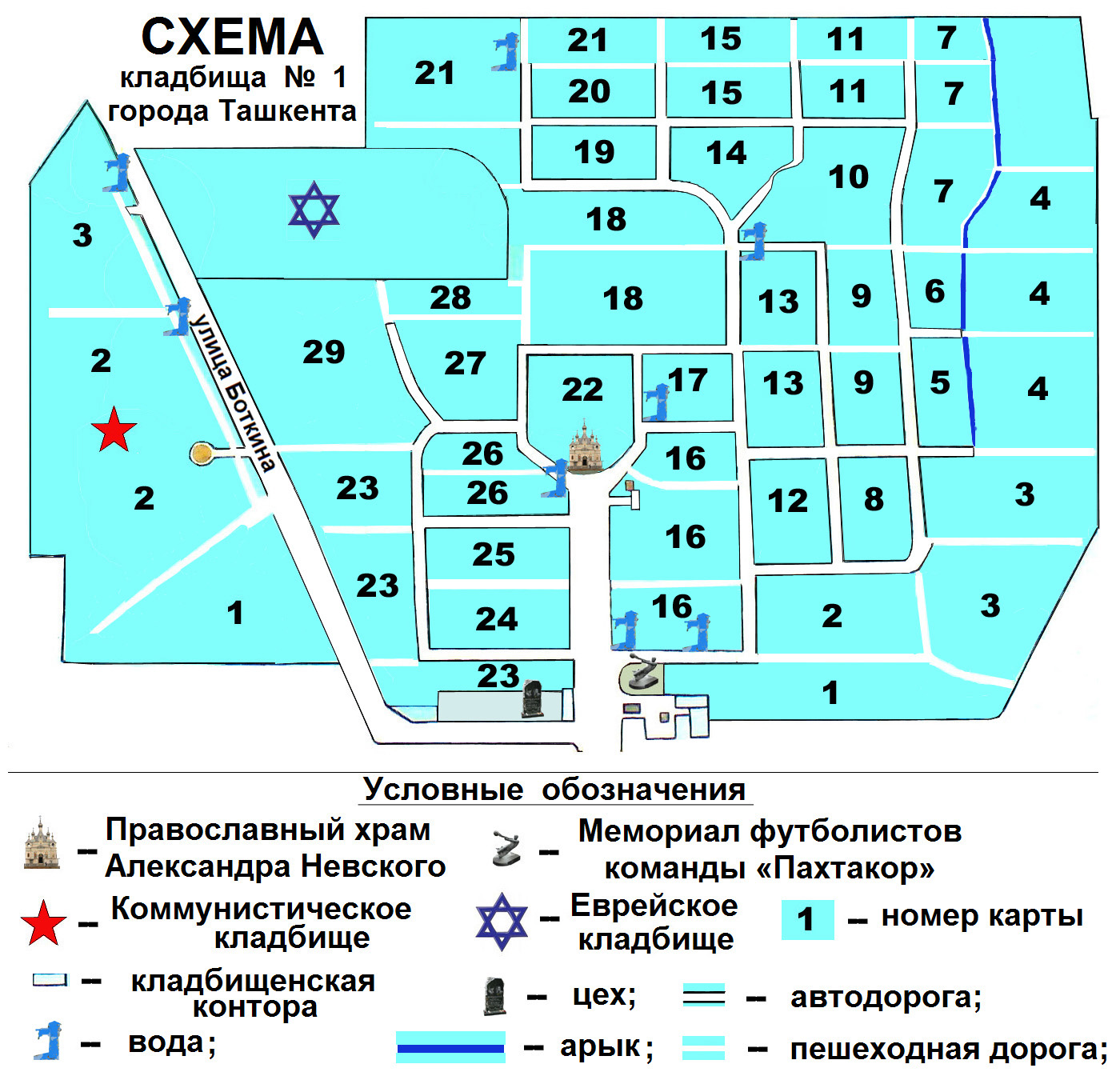
Plan du cimetière.

Le cimetière Botkine, ou cimetière russe N°1, est un cimetière de Tachkent en Ouzbékistan, situé rue Botkine, d'où son nom. Il est fermé aux nouvelles inhumations, ces dernières n'étant réservées qu'aux personnes apparentées aux défunts déjà enterrés. C'est un témoignage de la diaspora slave (russe, ukrainienne, biélorusse) ou chrétienne vivant ou ayant vécu en Ouzbékistan. L'église orthodoxe Saint-Alexandre-Nevski, construite en style néorusse, dessert toujours le cimetière. C'est l'une des trois églises orthodoxes de la ville. Elle a été consacrée en 1904 à la place d'une ancienne chapelle.

## Description
Le cimetière ouvert en 1872 s'étend sur environ quarante hectares. Il a été aménagé à l'initiative d'un négociant et industriel russe fortuné de Tachkent, Nikolaï Ivanov (1836-1906), à l'origine du développement économique de la région. Le cimetière se trouvait alors à la limite de la ville sur un terrain donné par Ivanov. Celui-ci est enterré à côté de l'église Saint-Alexandre-Nevski.
Le cimetière a été aménagé après la fermeture du cimetière de l'hôpital militaire qui a existé de 1866 à 1872, près de l'actuelle cathédrale. Il a été agrandi en 1906 et planté d'arbres. Une section abritait les tombes catholiques, une autre les tombes protestantes et une autre les tombes israélites. Mais ces sections fautes d'entretien ont pratiquement disparu aujourd'hui.
De l'autre côté de la muraille du cimetière se trouve le cimetière intitulé aujourd'hui « cimetière communiste » qui recueillait à l'époque de l'URSS les sépultures de défunts sans distinction de religion ou d'origine ethnique. Parmi elles se trouvent celles de nombreuses personnalités locales de cette période, comme l'homme de lettres ouzbek Abdoulla Abloni (1874-1934). La plupart cependant sont d'origine européenne c'est-à-dire russe, mais aussi grecque, arménienne ou juive, mais sans distinction de religion comme il était d'usage sous la période communiste. On remarque les tombes des Américains Oliver Golden et Sidney Jackson (1886-1968), entraîneurs de boxe en Ouzbékistan, qui prirent la citoyenneté soviétique.

## Personnalités enterrées
- Le métropolite Nicandre (Fenomenov) (1872-1933)
- Le métropolite Arsène (Stadnitski) (1862-1936)
- L'archevêque Gabriel (Ogorodnikov) (1890-1971)
- Zinaïda Botchantseva (1907-1973), botaniste
- Vassili Chichkine (1893-1966), archéologue
- Tatiana Essenina, fille de Serge Essénine
- La mère et la sœur d'Alexandre Kerenski
- Nikolaï Ostrooumov (en) (1846-1930), orientaliste
- Dmitri Ouchakov (1873-1942), turcologue, auteur du Dictionnaire Ouchakov
- Valentin Ovetchkine (1904-1968), écrivain et journaliste soviétique
- Richard Schröder (1867-1944), agronome et académicien
- Le général Alexandre Vostrosabline (1857-1920)

## Photo

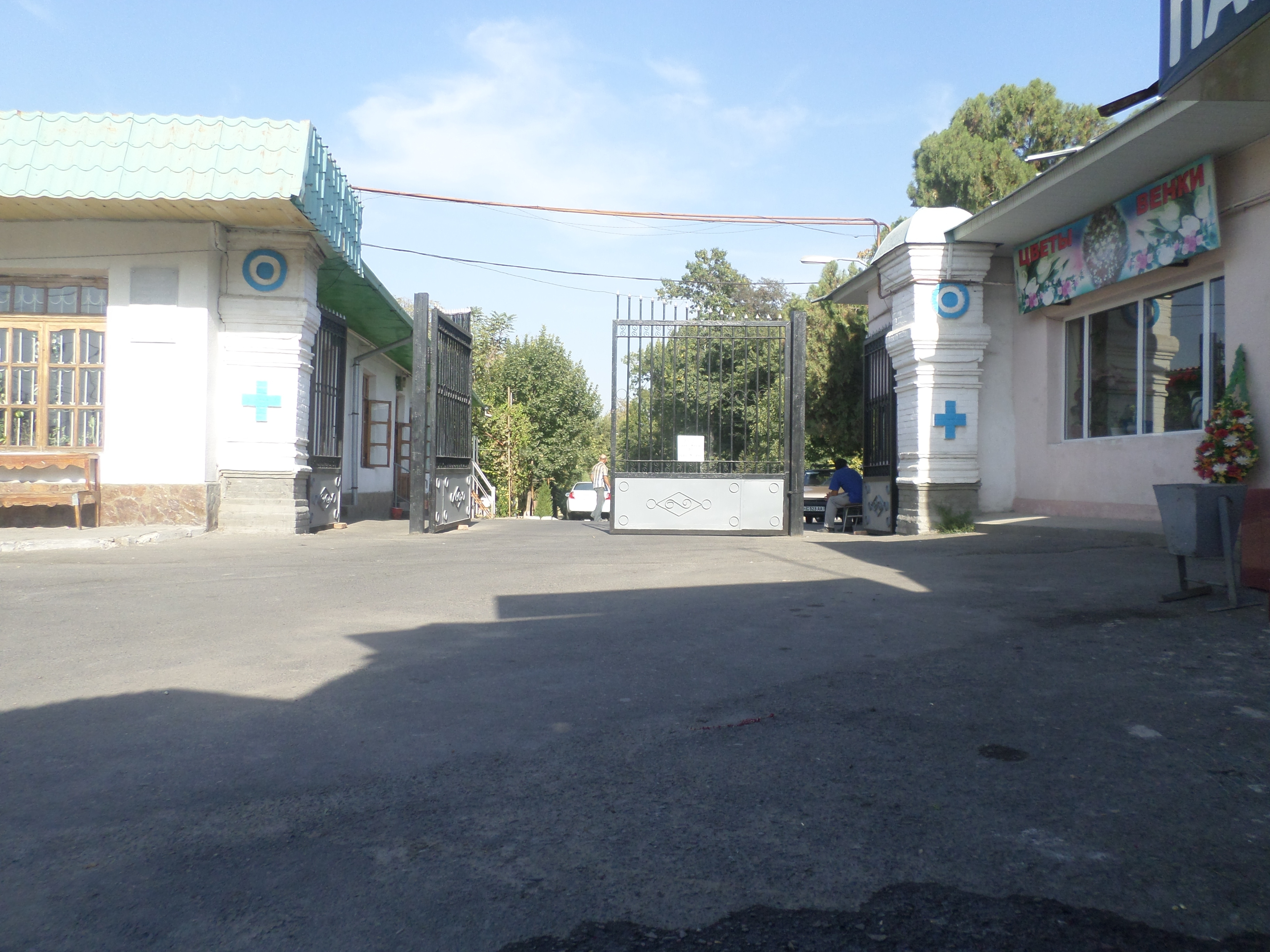
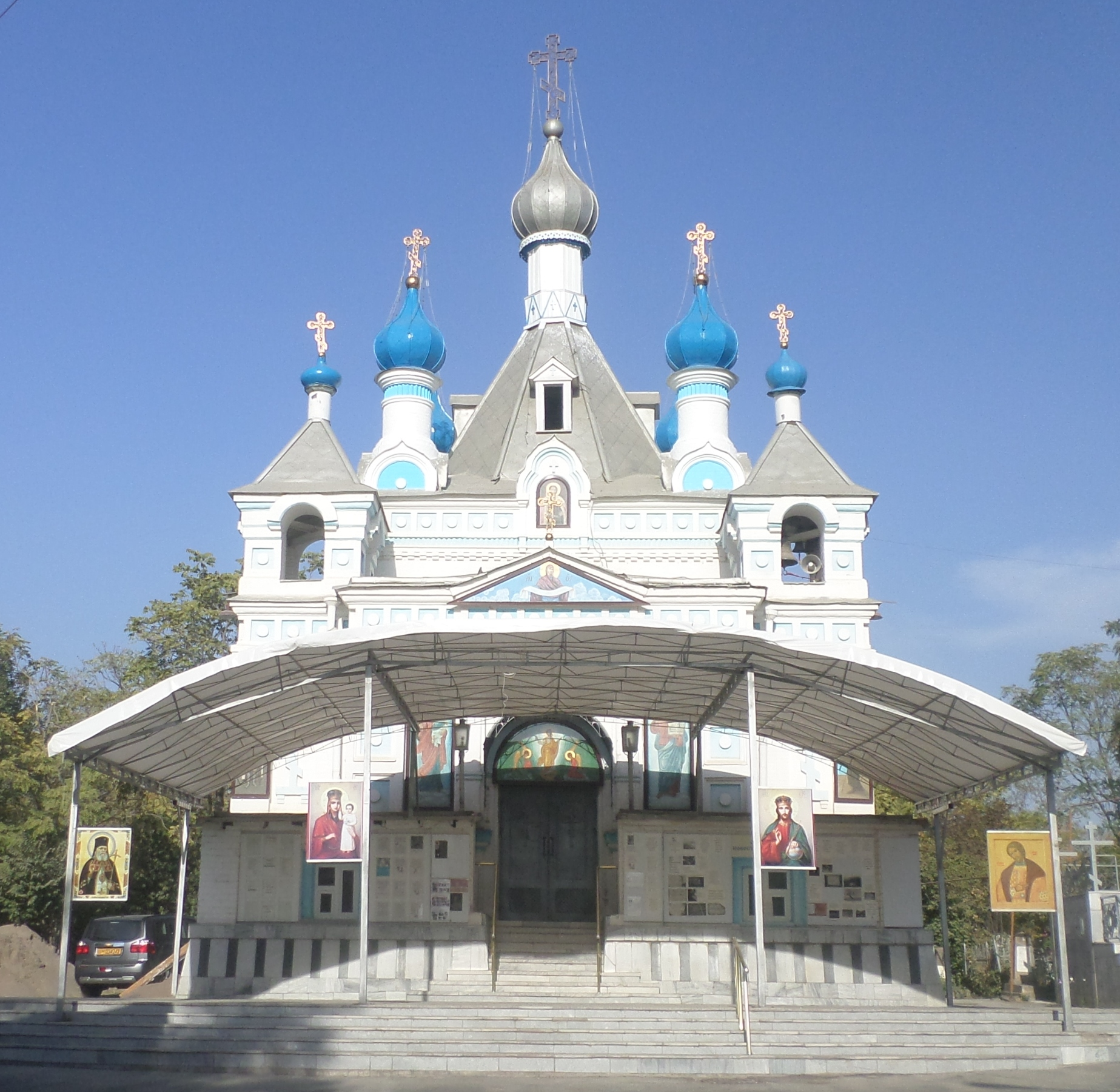
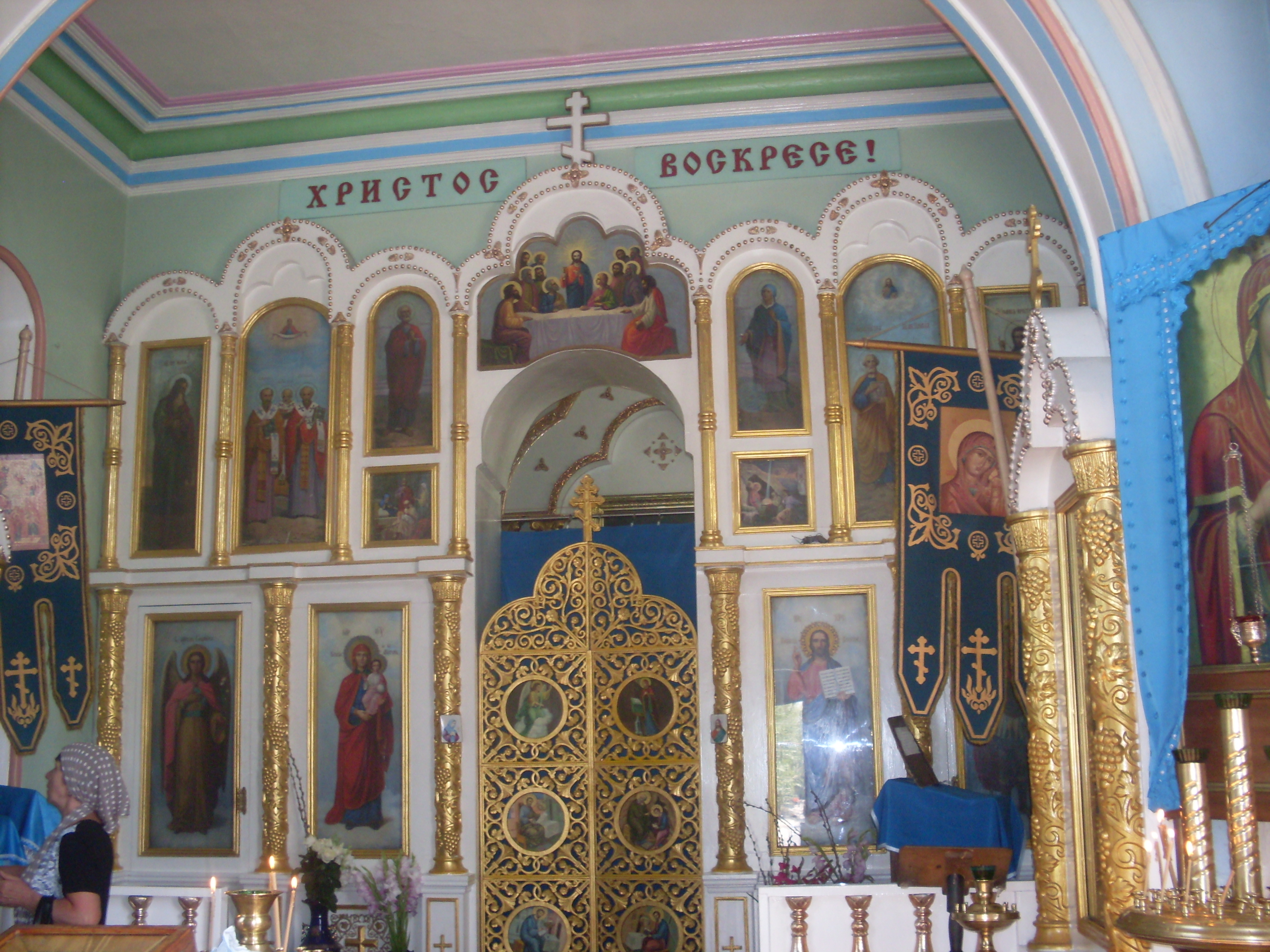
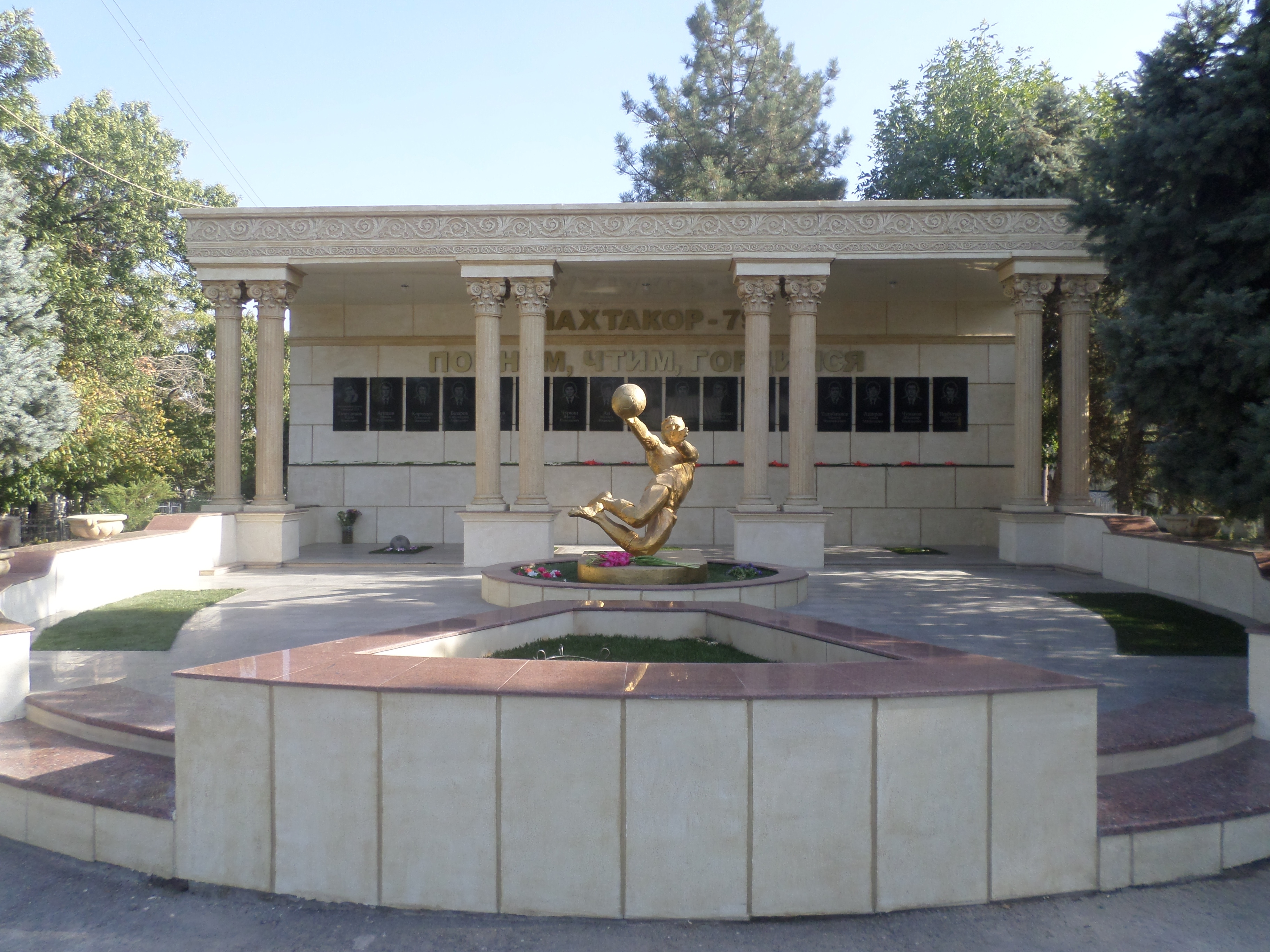

## Liens
- (ru) Description du cimetière
- (ru) L'église Saint-Alexandre-Nevski de Tachkent

## Source
- (ru) Cet article est partiellement ou en totalité issu de l’article de Wikipédia en russe intitulé « Боткинское кладбище » (voir la liste des auteurs).